# Hollands Venetiëtocht

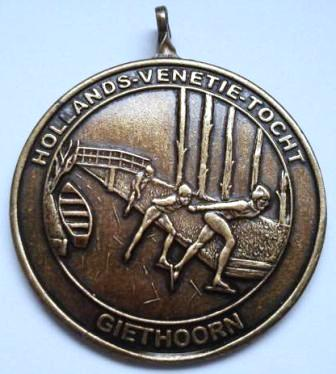
Hollands Venetiëtocht medaille 2012

De Hollands Venetiëtocht is een schaatswedstrijd door Giethoorn en behoort tot de veertien natuurijsklassiekers die in Nederland op natuurijs worden gereden. 
De wedstrijd wordt onregelmatig, afhankelijk van de ijssituatie, gereden. De naam van de tocht verwijst naar de bijnaam van het dorp Giethoorn; het Venetië van het noorden. De 55 kilometer lange Hollands Venetiëtocht slingert door dit dorp. De tocht wordt altijd op zondagochtend verreden. Behalve door Giethoorn voert de tocht door het plassengebied in de kop van Overijssel. Start en finish liggen op het Bovenwijde.

## Historie
Er zijn tot en met 2012 in totaal 14 edities van de Hollands Venetiëtocht georganiseerd waarvan 10 edities als wedstrijd. De eerste Hollands Venetiëtocht vond plaats in 1956, de 18-jarige Roelof Bakker won. Op 1 februari 1976 werd de wedstrijd wel gereden, maar werd het hele peloton gediskwalificeerd. De 140 rijders vertrokken vóór dat het startschot klonk. Het op hol geslagen peloton bleek niet te stoppen. Vijftien rijders wel en zij kregen een herstart. De rest werd gediskwalificeerd. Aan de finish was de chaos alsnog compleet toen rijders van twee verschillende kanten op de eindstreep afstormden. Daarop werd besloten de hele wedstrijd ongeldig te verklaren.
De laatste keer dat de Hollands Venetiëtocht in de 20e eeuw werd verreden, was op 29 december 1996. Erik Hulzebosch won de wedstrijd toen, tweede werd Yep Kramer en derde werd Henk Angenent, de latere winnaar van de Elfstedentocht in 1997.

### Editie seizoen 2011-2012
Op 12 februari 2012 won Rob Hadders de 14e Hollands Venetiëtocht waar voor het eerst een kluungedeelte bij het Belterwijde was aangelegd. Hadders was in de sprint het peloton te snel af, Gary Hekman en Arjan Stroetinga eindigden als tweede en derde. Het was een tocht met alles erop en eraan. "We hebben alles meegemaakt. Klûnen, rietkragen, onder bruggetjes door. Dingen die we alleen maar kennen uit de verhalen van de oude mannen. Nu maken we dat eindelijk een keer zelf mee."
Bij de vrouwen won Jolanda Langeland in de sprint van het peloton. Terwijl de aandacht uitging naar Carla Zielman, Mariska Huisman en Foske Tamar van der Wal, schoot Langeland opeens als een duveltje uit een doosje achter de rug van Zielman vandaan en verraste zo alle favorieten.

## Uitslagen
|    | Jaar | Datum       | Wedstrijd                 | Mannen  | Mannen                                  | Mannen      | Mannen  | Vrouwen  | Vrouwen           | Vrouwen | Vrouwen |
| Km | Jaar | Datum       | Wedstrijd                 | Winnaar | Woonplaats                              | Tijd        | Km      | Winnares | Woonplaats        | Tijd    |         |
| -- | ---- | ----------- | ------------------------- | ------- | --------------------------------------- | ----------- | ------- | -------- | ----------------- | ------- | ------- |
| 1  | 1956 | 19 februari | 1e Hollands Venetiëtocht  | 50      | Roelof Bakker                           | IJhorst     |         |          |                   |         |         |
| 2  | 1970 | 7 januari   | 2e Hollands Venetiëtocht  | 40      | Jan Roelof Kruithof                     | Havelte     | 1:15:12 |          |                   |         |         |
| 3  | 1972 | 2 februari  | 3e Hollands Venetiëtocht  | 32      | Jan Roelof Kruithof                     | Havelte     | 1:04:10 |          |                   |         |         |
| 4  | 1976 | 2 februari  | 4e Hollands Venetiëtocht  | 50      | alle wedstrijdrijders gediskwalificeerd |             |         |          |                   |         |         |
| 5  | 1982 | 17 januari  | 7e Hollands Venetiëtocht  | 50      | Hans Bouma                              | Dronten     | 1:22:43 |          |                   |         |         |
| 6  | 1985 | 20 januari  | 8e Hollands Venetiëtocht  | 50      | Marten Hoekstra                         | Heerenveen  | 1:21:21 |          | Hetty Witteveen   |         |         |
| 7  | 1986 | 16 februari | 9e Hollands Venetiëtocht  | 70      | Henri Ruitenberg                        | Oldebroek   |         |          | Corina Slagter    |         |         |
| 8  | 1987 | 18 januari  | 10e Hollands Venetiëtocht | 50      | Henri Ruitenberg                        | Oldebroek   |         |          | Alida Pasveer     |         |         |
| 9  | 1991 | 10 februari | 11e Hollands Venetiëtocht | 50      | Yep Kramer                              | Oudeschoot  | 1:28:20 |          | Alida Pasveer     |         |         |
| 10 | 1996 | 29 december | 13e Hollands Venetiëtocht | 50      | Erik Hulzebosch                         | Gramsbergen | 1:19:16 |          | Klasina Seinstra  |         | 1:58:08 |
| 11 | 2012 | 12 februari | 14e Hollands Venetiëtocht | 58      | Rob Hadders                             |             |         |          | Jolanda Langeland |         |         |

Alleen verreden als toertocht:
- 5e Hollands Venetiëtocht op 7 januari 1979
- 6e Hollands Venetiëtocht op 20 januari 1980
- 12e Hollands Venetiëtocht op 4 februari 1996

## Uitslagen andere schaatsmarathons in Giethoorn
|    | Jaar | Datum       | Wedstrijd                           | Mannen  | Mannen          | Mannen  | Vrouwen  | Vrouwen             | Vrouwen |
| Km | Jaar | Datum       | Wedstrijd                           | Winnaar | Tijd            | Km      | Winnares | Tijd                |         |
| -- | ---- | ----------- | ----------------------------------- | ------- | --------------- | ------- | -------- | ------------------- | ------- |
| 1  | 1978 | 18 februari | Marathon op het Bovenwijde          | 100     | Dries van Wijhe |         |          |                     |         |
| 2  | 1979 | 20 januari  | Marathon op het Bovenwijde          | 84      | Dries van Wijhe | 2:50:10 |          |                     |         |
| 3  | 1986 | 20 januari  | Nederlands kampioenschap            | 104     | Dries van Wijhe | 2:59:16 |          | Ingrid Paul 1:59:11 |         |
| 5  | 1994 | 21 februari | Nederlands kampioenschap            | 100     | Lammert Huitema | 2:56:39 |          | Laura Kamminga      | 2:01:37 |
| 6  | 1995 | 31 december | Oudejaarsmarathon op het Bovenwijde | 100     | Lammert Huitema | 2:58:12 |          | Alida Pasveer       | 1:45:00 |